# Ruta Nacional 194 (Japón)
La Ruta Nacional 194 (国道194号 Kokudō 194-gō?) es una ruta que comunica las ciudades de Kochi (高知市 Kōchi-shi?) de la Prefectura de Kochi y Saijo de la Prefectura de Ehime. Desde la Ciudad de Kochi hasta la Pueblo de Ino (いの町 Ino-chō?) comparte el tramo con la Ruta Nacional 33.

## Características
Desde su inicio hasta lo que fue la Villa de Honkawa (本川村 Honkawa-mura?), en la actualidad parte del Pueblo de Ino, es una ruta sin mayores complicaciones que corre paralela al Río Niyodo y sus afluentes. Pero al llegar a la Cadena Montañosa de Shikoku, se transforma en una ruta de montaña con un trazado sinuoso. Especialmente para atravesar la zona cercana al Monte Kanpu (寒風山 Kanpū-zan?) se tenía que circular por una ruta angosta, empinada y de curvas cerradas; pero con la inauguración del Túnel Kanpuzan (寒風山トンネル Kanpūzan-tonneru?), que atraviesa el límite entre las Prefecturas de Ehime y Kochi, las condiciones de tránsito fueron mejoradas considerablemente.
La ruta es conocida como el camino más corto que comunica la región de Toyo (東予 Tōyo?) de la Prefectura de Ehime, y la zona central de la Prefectura de Kochi.

## Detalles
- Distancia Total: 88,3 km
- Punto de Inicio: Cruce Kenchomae (県庁前交差点 Kenchōmae-kōsaten?) de la Ciudad de Kochi, en la Prefectura de Kochi. También es el punto final de las rutas nacionales 32 (国道32号 Kokudō 32-gō?) y 55 (国道55号 Kokudō 55-gō?); y el punto de inicio de las rutas nacionales 33 (国道33号 Kokudō 33-gō?), 56, 195 (国道195号 Kokudō 195-gō?), 197 y 493 (国道493号 Kokudō 493-gō?).
- Punto Final: Cruce Kamogawabashi (加茂川橋交差点 Kamogawabashi-kōsaten?) de la Ciudad de Saijo, en la Prefectura de Ehime. Allí se cruza con la Ruta Nacional 11.

- Datos: Q6156909
- Multimedia: Route 194 (Japan) / Q6156909